# Atwood (cràter)

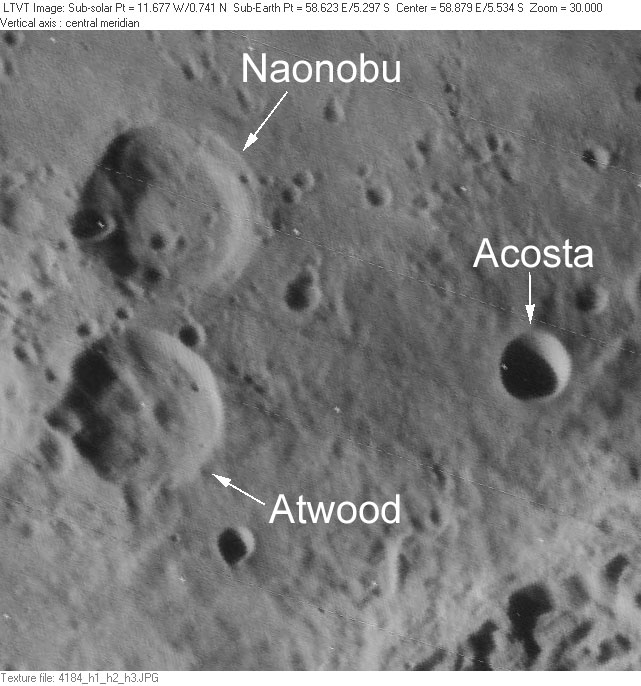
Fotografia de la missió Lunar Orbiter 4

Atwood és un petit cràter d'impacte lunar que es troba a la Mare Fecunditatis, al nord-oest del cràter prominent Langrenus. Integra una formació de triple cràter amb Naonobu unit a la vora del nord i Bilharz prop del bord oest. Els tres eren cràters satèl·lit de Langrenus abans de ser canviats el nom per la UAI (Atwood va ser designat anteriorment Langrenus K).

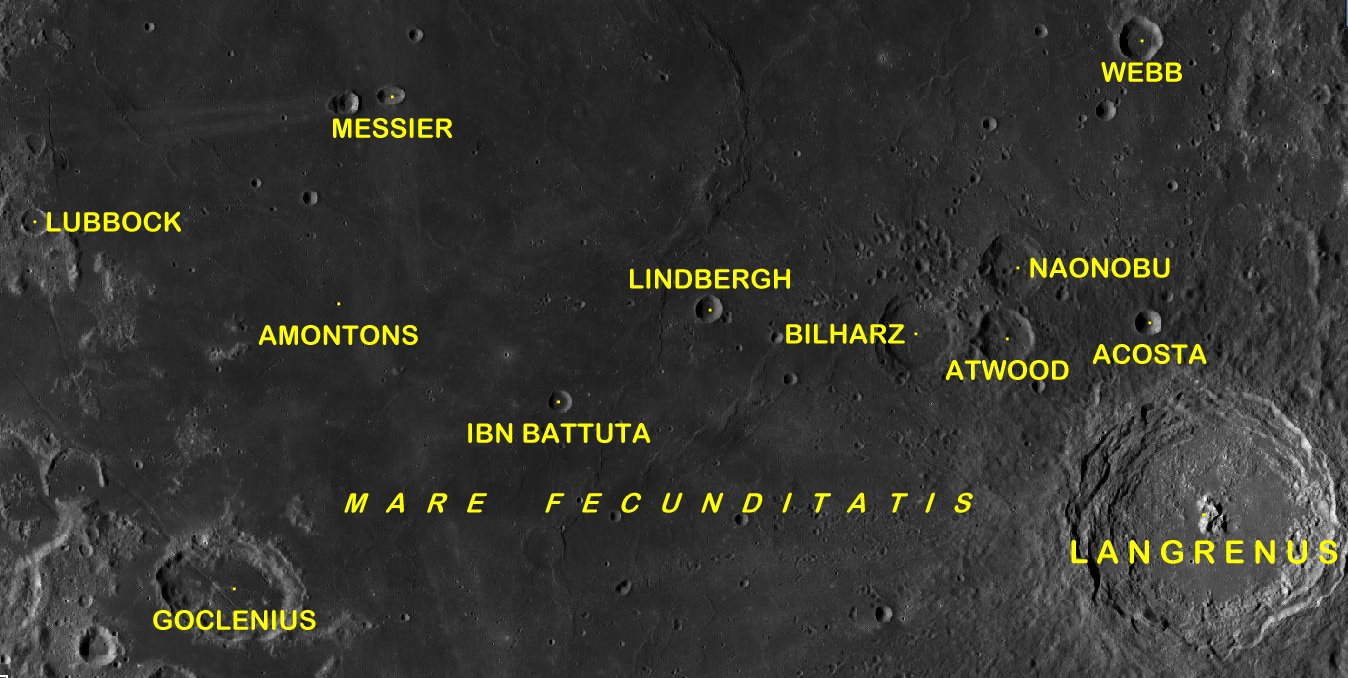
Atwood, en la part dreta de la imatge. Fotografia de la missió LRO.

Atwood es troba prop de la vora de les rampes exteriors de Langrenus, les ejeccions formen relleixos baixos units al bord sud de Atwood. A l'interior del cràter es troba un pic central baix unit a una línia de cresta que arriba fins al seu bord nord.